# Spjärsen
Spjärsen är en sjö i Falu kommun i Dalarna och ingår i Dalälvens huvudavrinningsområde. Sjön är 24,5 meter djup, har en yta på 0,746 kvadratkilometer och befinner sig 350,9 meter över havet. Sjön avvattnas av vattendraget Hafsbäcken.

## Delavrinningsområde
Spjärsen ingår i det delavrinningsområde (675183-150559) som SMHI kallar för Utloppet av Spjärsen. Medelhöjden är 374 meter över havet och ytan är 5,09 kvadratkilometer. Det finns inga avrinningsområden uppströms utan avrinningsområdet är högsta punkten. Hafsbäcken som avvattnar avrinningsområdet har biflödesordning 4, vilket innebär att vattnet flödar genom totalt 4 vattendrag innan det når havet efter 261 kilometer. Avrinningsområdet består mestadels av skog (75 procent). Avrinningsområdet har 0,71 kvadratkilometer vattenytor vilket ger det en sjöprocent på 14 procent.